# 王奕 (玉山教谕)
王奕（？—？），字伯敬，号斗山，江西玉山人，宋末元初词人，曾任玉山教谕，工于绘画、词章，与谢枋得、文天祥交好。

## 生平
幼年读书于福盛寺。淳祐四年，与兄王伯镇一同经选拔进入太学读书。后因议论时事被贾似道贬逐。德祐元年，因贾似道于丁家洲之战中大败被贬，得以奉诏为玉山教谕。德祐二年，元军攻入临安，宋恭帝出降，王奕不仕元朝，辞官而去，并送书信于谢枋得，勉励其继续抵抗。之后，曾应谢枋得邀请去往福建，不久返回江西。至元十三年至二十三年，与其子隐居于玉琊峰，建斗山书院，筑造梅岩精舍，以宋朝遗民自居。至元二十五年冬，得知谢枋得被押解至大都，遂作《送谢叠山先生北行》一诗。至元二十六年，前往山东，拜谒孔林，作《东行斐稿》。至元二十七年，游玩胶东半岛后，归家。山东之行后，王奕对元朝态度有所缓和。至元三十年，作《玉窗如庵记》。其后行迹已不可考。